# Pierre Lesou
 (30 octobre 2021).
Œuvres principales
- Le Doulos

Pierre Lesou  est un écrivain et scénariste français de roman policier, né le 4 février 1930 dans le 6e arrondissement de Paris et mort le 17 février 2018 à Longjumeau.

## Biographie
Pierre Lesou naît en 1930 à Paris 6e. Après une enfance difficile marquée par le divorce de ses parents, il est placé de 1934 à 1943 dans un orphelinat religieux, « authentique bagne pour enfants », dira-t-il plus tard, et il cherche plusieurs fois à s'en évader. Son père, agent de police, le fait entrer en apprentissage chez un typographe. En 1947, il retrouve sa sœur, Gisèle, de deux ans son aînée. À la mort de son père et après le départ de sa mère pour l'Extrême-Orient, pour survivre, il est contraint de pratiquer plusieurs métiers dans la rue : camelot, photographe ambulant… En 1957, sa sœur l'aide financièrement, lui permettant ainsi de se consacrer pleinement à l'écriture.
Son premier roman, Le Doulos, paraît en 1957 dans la « Série noire » et fait de lui le plus jeune auteur publié dans cette collection. Suivent deux autres romans, Cœur de hareng et Main pleine, qui sont signés « G. et P. Lesou »  et « Pierre G. Lesou », en hommage à sa sœur. Après trois romans dans la collection dirigée par Marcel Duhamel et une publication dans la collection Le Caribou, Une balle à suivre, il entre au Fleuve noir dans la collection « Spécial police », plus lucrative. Il y publie, de 1961 à 1973, onze romans dont La Mort d'un condé. Après une interruption de douze ans à partir de 1973, il publie son dernier roman, Viva Zapatouille !, en 1985. Dans cette collection, il utilise plusieurs pseudonymes comme « Pierre Vial », « Pierre Vial-Lesou » et plusieurs variantes autour de Vial et Lesou. Toute l'œuvre de Pierre Lesou est marquée par un vocabulaire argotique, le thème de l'amitié virile soumise aux difficultés de la vie, et une profonde misogynie.
Son écriture se prêtant facilement aux transpositions cinématographiques, plusieurs de ses romans sont portés à l'écran : notamment Le Doulos de Jean-Pierre Melville, qui fut réalisé « le livre à la main » (hormis la scène finale), et Un condé d'Yves Boisset.
Pierre Lesou meurt en 2018 dans la banlieue sud de Paris, à Longjumeau.

## Œuvre

### Signée Pierre Lesou
- Le Doulos
  - Série noire no 357, 1957
  - Carré noir no 482, 1983, sous la signature Pierre V. Lesou
  - Noir rétro, Plon, 2010
  - French Pulp éditions, 2017
- Une balle à suivre
  - Le Caribou, 1960

### Signée G. et P. Lesou
- Cœur de hareng
  - Série noire no 466, 1958
  - Série noire no 466, 1984, sous la signature Pierre V. Lesou

### Signée Pierre G. Lesou
- Main pleine
  - Série noire no 497, 1959

### Signée Pierre Vial
- Le Royaume des grimaçants
  - Spécial police no 275 , 1961
- Nocturne pour un cadavre
  - Spécial police no 284 , 1961
  - Polar 50, Fleuve noir, 1989, sous la signature Pierre Lesou
- On ne tue pas n'importe qui
  - Spécial police no 298 , 1962
- La Rogne
  - Spécial police no 328 , 1962
- La Virgule d'acier
  - Spécial police no 355 , 1963
  - Spécial-police no 1605, 1980, sous la signature P.-V. Lesou
  - Les Classiques du crime, 1981, sous la signature Pierre Vial-Lesou
- Je vous salue Mafia
  - Spécial police no 414, 1964
  - Le Cercle européen du livre, 1972, sous la signature Pierre Vial-Lesou
- Deux mafiosi
  - Spécial police no 528, 1966
- L'Ardoise d'un apache
  - Spécial police no 615, 1967
  - Le Cercle européen du livre, 1972, sous la signature Pierre Vial-Lesou

### Signée P.-V. Lesou
- La Gueule ouverte
  - Spécial police no 810 , 1970
- La Mort d'un condé
  - Spécial police no 841, 1970
  - Le Cercle européen du livre, 1972
  - Polar 50, Fleuve noir, 1988, réédité sous le titre Un condé

### Signée P. Vial-Lesou
- Sans sommation
  - Spécial police no 1038, 1973

### Signée Pierre V. Lesou
- Viva Zapatouille !
  - Spécial police no 1931 , 1985

## Filmographie
- Le Doulos, adaptation du roman éponyme, réalisé par Jean-Pierre Melville en 1962
- Lucky Jo, adaptation du roman Main pleine, réalisé par Michel Deville en 1964
- Je vous salue mafia, adaptation du roman homonyme, réalisé par Raoul Lévy en 1965
- L'Ardoise, adaptation du roman L'Ardoise d'un apache, réalisé par Claude Bernard-Aubert en 1970
- Un condé, adaptation du roman La Mort d'un condé, réalisé par Yves Boisset en 1970
- Sans sommation, adaptation du roman éponyme, réalisé par Bruno Gantillon en 1973
- I parexigisi, adaptation du roman Le Doulos, réalisé par Dimitris Stavrakas en 1983
- Cœur de hareng, adaptation du roman éponyme, téléfilm de la série télévisée Série noire réalisé par Paul Vecchiali en 1984
- Main pleine, adaptation du roman éponyme, téléfilm de la série télévisée Série noire réalisé par Laurent Heynemann en 1989

## Sources
- Claude Mesplède (dir.), Dictionnaire des littératures policières, vol. 2 : J - Z, Nantes, Joseph K, coll. « Temps noir », 2007, 1086 p. (ISBN 978-2-910-68645-1, OCLC 315873361).
- Claude Mesplède, Les années "Série noire" : bibliographie critique d'une collection policière, vol. 1 : 1945-1959, Amiens, Editions Encrage, coll. « Travaux » (no 13), 1992 (ISBN 978-2-906-38934-2).
- Claude Mesplède et Jean-Jacques Schleret, SN, voyage au bout de la Noire : inventaire de 732 auteurs et de leurs œuvres publiés en séries Noire et Blême : suivi d'une filmographie complète, Paris, Futuropolis, 1982, 476 p. (OCLC 11972030).